# Saison 1915-1916 des Sénateurs d'Ottawa
Autres saisons
Saison précédente Saison suivante
La saison 1915-1916 de hockey sur glace est la trente-et-unième à laquelle participent les Sénateurs d'Ottawa.

## Classement
|                       | PJ | V  | D  | N | BP  | BC  |
| --------------------- | -- | -- | -- | - | --- | --- |
| Canadiens de Montréal | 24 | 16 | 7  | 1 | 104 | 76  |
| Sénateurs d'Ottawa    | 24 | 13 | 11 | 0 | 78  | 72  |
| Bulldogs de Québec    | 24 | 10 | 12 | 2 | 91  | 98  |
| Wanderers de Montréal | 24 | 10 | 14 | 0 | 90  | 116 |
| Blueshirts de Toronto | 24 | 9  | 14 | 1 | 97  | 98  |

## Meilleurs marqueurs
| Nom           | PJ | B  |
| ------------- | -- | -- |
| Frank Nighbor | 23 | 19 |
| Jack Darragh  | 21 | 16 |

## Saison régulière

### Décembre
| No | Date        | Visiteur              | Score | Domicile              | Fiche |
| -- | ----------- | --------------------- | ----- | --------------------- | ----- |
| 1  | 22 décembre | Blueshirts de Toronto | 1-7   | Sénateurs d'Ottawa    | 1-0-0 |
| 2  | 25 décembre | Sénateurs d'Ottawa    | 2-3   | Bulldogs de Québec    | 1-1-0 |
| 3  | 29 décembre | Sénateurs d'Ottawa    | 0-4   | Wanderers de Montréal | 1-2-0 |

### Janvier
| No | Date        | Visiteur              | Score | Domicile              | Fiche |
| -- | ----------- | --------------------- | ----- | --------------------- | ----- |
| 4  | 1er janvier | Canadiens de Montréal | 4-2   | Sénateurs d'Ottawa    | 1-3-0 |
| 5  | 8 janvier   | Bulldogs de Québec    | 2-4   | Sénateurs d'Ottawa    | 2-3-0 |
| 6  | 12 janvier  | Sénateurs d'Ottawa    | 0-1   | Blueshirts de Toronto | 2-4-0 |
| 7  | 15 janvier  | Sénateurs d'Ottawa    | 5-2   | Canadiens de Montréal | 3-4-0 |
| 8  | 17 janvier  | Wanderers de Montréal | 7-3   | Sénateurs d'Ottawa    | 3-5-0 |
| 9  | 25 janvier  | Sénateurs d'Ottawa    | 6-3   | Bulldogs de Québec    | 4-5-0 |
| 10 | 26 janvier  | Blueshirts de Toronto | 1-2   | Sénateurs d'Ottawa    | 5-5-0 |
| 11 | 29 janvier  | Sénateurs d'Ottawa    | 5-4   | Wanderers de Montréal | 6-5-0 |

### Février
| No | Date       | Visiteur              | Score | Domicile              | Fiche  |
| -- | ---------- | --------------------- | ----- | --------------------- | ------ |
| 12 | 2 février  | Bulldogs de Québec    | 0-4   | Sénateurs d'Ottawa    | 7-5-0  |
| 13 | 7 février  | Wanderers de Montréal | 1-3   | Sénateurs d'Ottawa    | 8-5-0  |
| 14 | 9 février  | Sénateurs d'Ottawa    | 2-3   | Canadiens de Montréal | 8-6-0  |
| 15 | 12 février | Canadiens de Montréal | 3-1   | Sénateurs d'Ottawa    | 8-7-0  |
| 16 | 16 février | Sénateurs d'Ottawa    | 1-3   | Blueshirts de Toronto | 8-8-0  |
| 17 | 19 février | Blueshirts de Toronto | 2-5   | Sénateurs d'Ottawa    | 9-8-0  |
| 18 | 23 février | Sénateurs d'Ottawa    | 4-3   | Wanderers de Montréal | 10-8-0 |
| 19 | 26 février | Sénateurs d'Ottawa    | 2-9   | Blueshirts de Toronto | 10-9-0 |
| 20 | 28 février | Wanderers de Montréal | 2-6   | Sénateurs d'Ottawa    | 11-9-0 |

### Mars
| No | Date    | Visiteur              | Score | Domicile              | Fiche   |
| -- | ------- | --------------------- | ----- | --------------------- | ------- |
| 21 | 8 mars  | Bulldogs de Québec    | 5-8   | Sénateurs d'Ottawa    | 12-9-0  |
| 22 | 11 mars | Sénateurs d'Ottawa    | 1-4   | Canadiens de Montréal | 12-10-0 |
| 23 | 13 mars | Sénateurs d'Ottawa    | 4-0   | Bulldogs de Québec    | 13-10-0 |
| 24 | 15 mars | Canadiens de Montréal | 5-1   | Sénateurs d'Ottawa    | 13-11-0 |